# Otakare

Lehensfahne (Wappenbanner) der steirischen Otakare, welche bzw. welches ursprünglich auf die Eppensteiner zurückgeht, seit 1138 (bzw. bei den steirischen Traungauern bereits seit 1122)

Die Otakare sind ein ausgestorbenes Grafengeschlecht, das vor allem im Chiemgau, im Traungau und in Karantanien bzw. in der Steiermark ansässig war.
Heinz Dopsch führte mehrere Indizien an, die dafür sprechen, dass die im Folgenden aufgeführten Namensträger zwei verschiedenen Geschlechtern angehören. Demnach handele es sich bei den älteren Otakaren bis hin zu Otakar II. um einen Zweig der Aribonen. Die jüngeren Otakare ab Ottokar I. seien hingegen die Traungauer.
Aribo I. († nach 909), Graf im Traungau (871–909), Markgraf der Ostmark, verheiratet vielleicht mit einer Schwester von Erzbischof Pilgrim von Salzburg oder/und mit einer Schwester der Grafen Wilhelm II. und Engelschalk I.
- Piligrim († um 934)
- Jakob († um 958), Vogt des Bistums Freising, verheiratet mit Engilrata
- Isanrich († nach 903), Graf
- Kadalhoh I.
- Rihni
- ? Aribo II. Graf im Traungau, zu Göss-Schladnitz (Leobental)
- Ottokar/Otakar I. († 907/923, gefallen in der Schlacht von Pressburg), 904 Graf in Karantanien-Leobental, verheiratet mit einer Tochter Aribos von der Ostmark, mitunter mit Rihni identifiziert, die als Witwe Adalbert/Odalbert, den späteren Erzbischof von Salzburg geheiratet habe. In diesem Falle wäre Odalbert nicht der Sohn von Ottokar/Otakar I. Andere Quellen nennen für die letzten vier einen Grafen Engelbert († um 890) als Vater.
  -  ? Aribo/Arbo II. Graf im Traungau, zu Göss-Schladnitz
  - Wilhelm I.
  -  ? Hartwig († vor 930), Vogt von Salzburg
  -  ? Engelbert († um 930/937), Graf im Salzburggau, Vogt von Salzburg
  -  ? Dietmar/Diotmar († um 935), Vogt von Salzburg
    - Zwentibold

  - Adalbert II. (Salzburg) († 14. November 935), 923–935 Erzbischof von Salzburg, verheiratet mit der Luitpoldinger Rihni vom Traungau
    - Rihni (Nonne)
    - Ottokar/Otakar/Otachar
    - Dietmar/Diotmar, Vogt von Salzburg
    - Bernhard († um 976), Vogt von Salzburg, 931 verheiratet mit Engilrat
      - Willa, verheiratet mit Sieghard († 26. September 980), Graf im Chiemgau (siehe: Sieghardinger)

    - Himiltrud
    - Heilrat, verheiratet mit Dietrich

  - Ottokar/Otakar II. im/von Chiemgau († nach 923/um 935/vor 959), auch Graf im Traungau, verheiratet mit Alta
    - Ottokar/Otakar III. im/von Chiemgau († 1. Mai 976), erwähnt ab 951, verheiratet mit Wilibirg von Lambach
      - Arnulf im Chiemgau (um 980)
        - Ottokar/Otakar/Oci V. im/von Chiemgau († 5. März 1020), Vogt von Traunkirchen, verheiratet mit einer Wilibirg von Lambach
          - Ottokar/Otakar VI. im/von Chiemgau († 1075), I. von Steier, 1040/1045 verheiratet mit Willibirg von Eppenstein-Kärnten, Witwe von Graf Luitold von Raschenberg-Reichenhall
            - Adalbero im Ennstal, genannt der Raue († 22. November 1082, ermordet)
            - Ottokar/Otakar VII. im/von Chiemgau († 1122), II. von Steier (verheiratet mit Elisabeth, Prinzessin von Österreich)
              - Leopold I., der Starke von Steier (1122–1129)
                - Otakar III. von Steier (1129–1164, auch V., VII.)[1]
                  - Otakar IV. von Steier (1164–1192), ab 1180 Herzog der Steiermark